# Jean-Louis Burgnard
Jean-Louis Burgnard (* 1945) ist ein Schweizer Rennwagenkonstrukteur. 

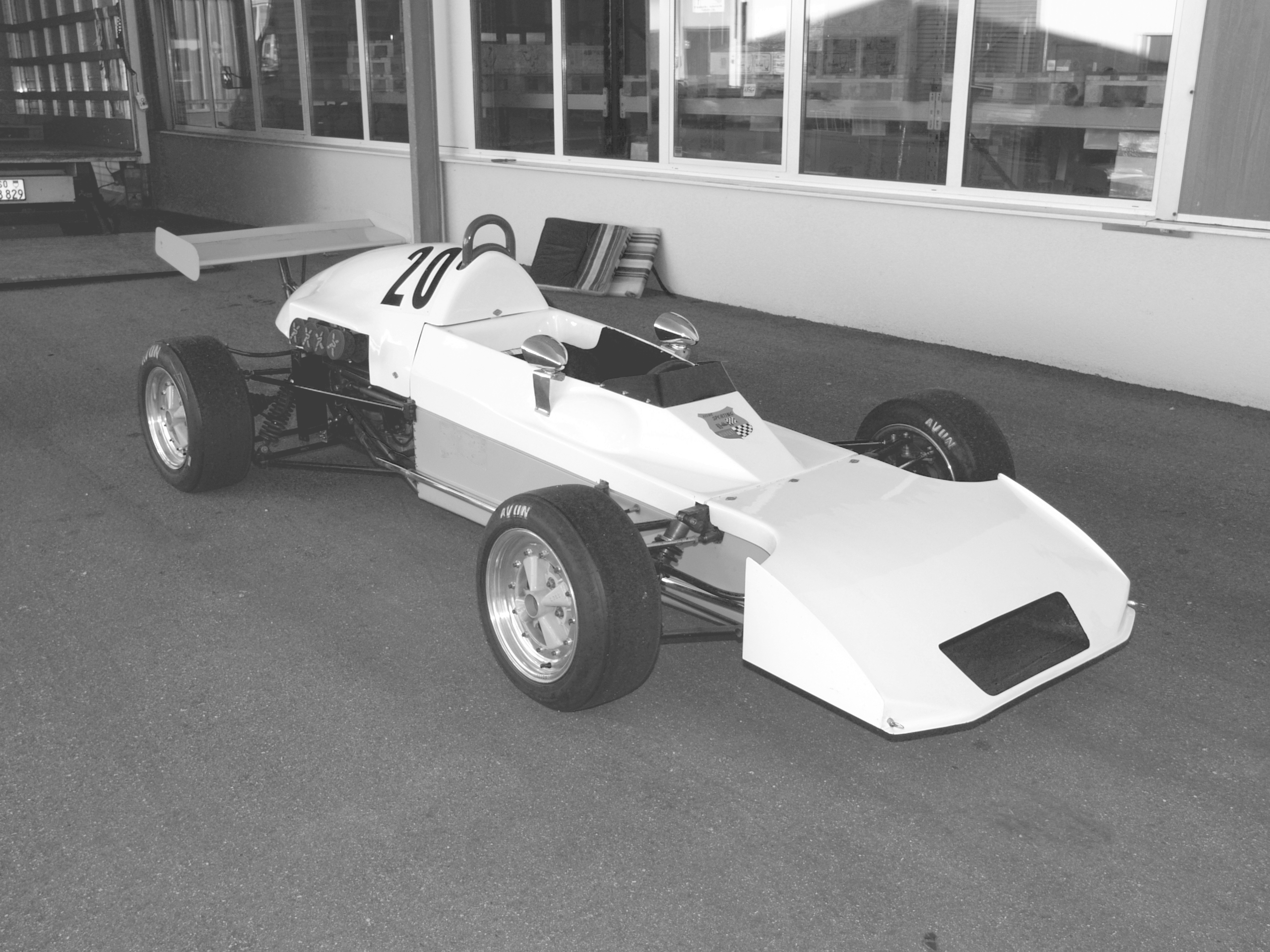
Griffon, Formel Renault national

Der in der Westschweiz beheimatete Konstrukteur erreichte 1971 mit seinem ersten Eigenbau unter Charles Ramu-Caccia gleich den Schweizer Meistertitel der Sportwagen. Ursprünglich war der Griffon 1000 Proto eine Diplomarbeit.
Nachher folgten weitere Eigenkonstruktionen in den Formeln Ford Kent 1600, Renault Nationale und Renault Europe sowie weitere Sportwagen. Einige der Rennwagen werden noch in den 2000er Jahren in diversen Kategorien und bei verschiedenen Anlässen eingesetzt. Jean-Louis Burgnard baute auch Rennwagen der Kategorie Formel Ford Zetec.